# Zhao od Chua
Kralj Zhao (kineski: 楚昭王; pinjin: Chŭ Zhāo Wáng) bio je kineski vladar iz kuće Mi (羋), kralj države Chua u drevnoj Kini. Znan je i kao Šao.

## Život
Nije poznato kada je Zhao rođen, ali se zna da je njegovo osobno ime bilo Zhēn (珍). Bio je sin kralja Pinga od Chua i njegove žene, supruge ili konkubine Bo Ying (伯嬴).
Nakon što je Ping umro 516. prije nove ere, Zhēn je zasjeo na prijestolje Chua te se njegovo ime više nije izgovaralo. Bio je zvan 楚王 = „kralj Chua“.
506. prije nove ere kralj Helü od Wua poveo je vojsku na Chu. Kralj Chua je pobjegao iz glavnog grada te je bio ranjen.
Vojvoda Ai od Qina je pomogao vojsci Chua te se kralj Chua vratio natrag u svoj grad.
489. prije nove ere kralj Zhao je svjedočio neobičnom atmosferskom fenomenu povezanom s oblacima.
Nedugo nakon toga kralj Fučai od Wua, sin Helüa, napao je državu Chen te je vladar Chena zatražio pomoć od Zhaoa, koji je pritekao u pomoć i bio ubijen u bitci.

## Obitelj
Kralj Zhao je bio sin Pinga te brat jedne princeze i prinčeva Shena, Jiea i Qija, koji su znani i kao Zixi, Ziqi i Zilü.
Zhaova je žena bila gospa Yuea, koja mu je rodila sina Huìja, koji je postao kralj nakon Zhaove smrti 489. prije nove ere. Zhao je imao još jednu ženu, gospu Zhen Jiang (貞姜), koja je bila kći markiza Qija.